# Kokošnje
Kokošnje je naselje v Občini Domžale.
Naselje se nahaja na skrajnem vzhodnem  robu občine Domžale in  spada v katastrsko občino Sveta trojica. Leži na  nadmorski višini od 290-340 metrov. S 30 hišami in 100 prebivalci spada v manjša naselja. Značilnost kraja je v letu 2007, s pomočjo Heliosovega sklada in občine Domžale obnovljen vaški vodnjak v središču vasi.